# Břidličná
Břidličná es una localidad situada en el distrito de Bruntál, en la región de Moravia-Silesia, República Checa. Tiene una población estimada, a principios del año 2021, de 3043 habitantes.
Está ubicada al oeste de la región, en los Sudetes orientales, cerca de la frontera con Polonia y la región de Olomouc.